# TRIS-monument

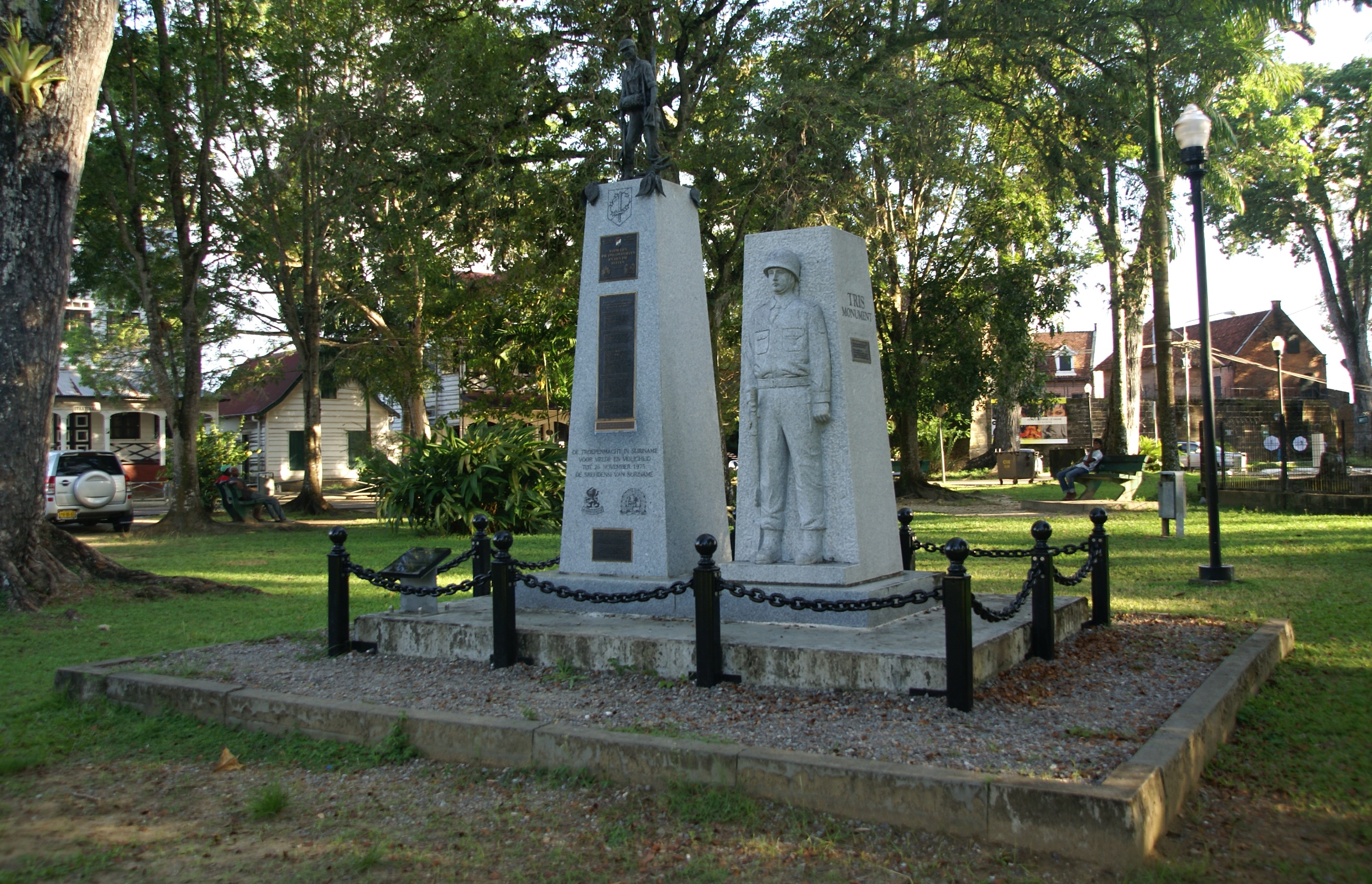
Het TRIS-monument nabij Fort Zeelandia.

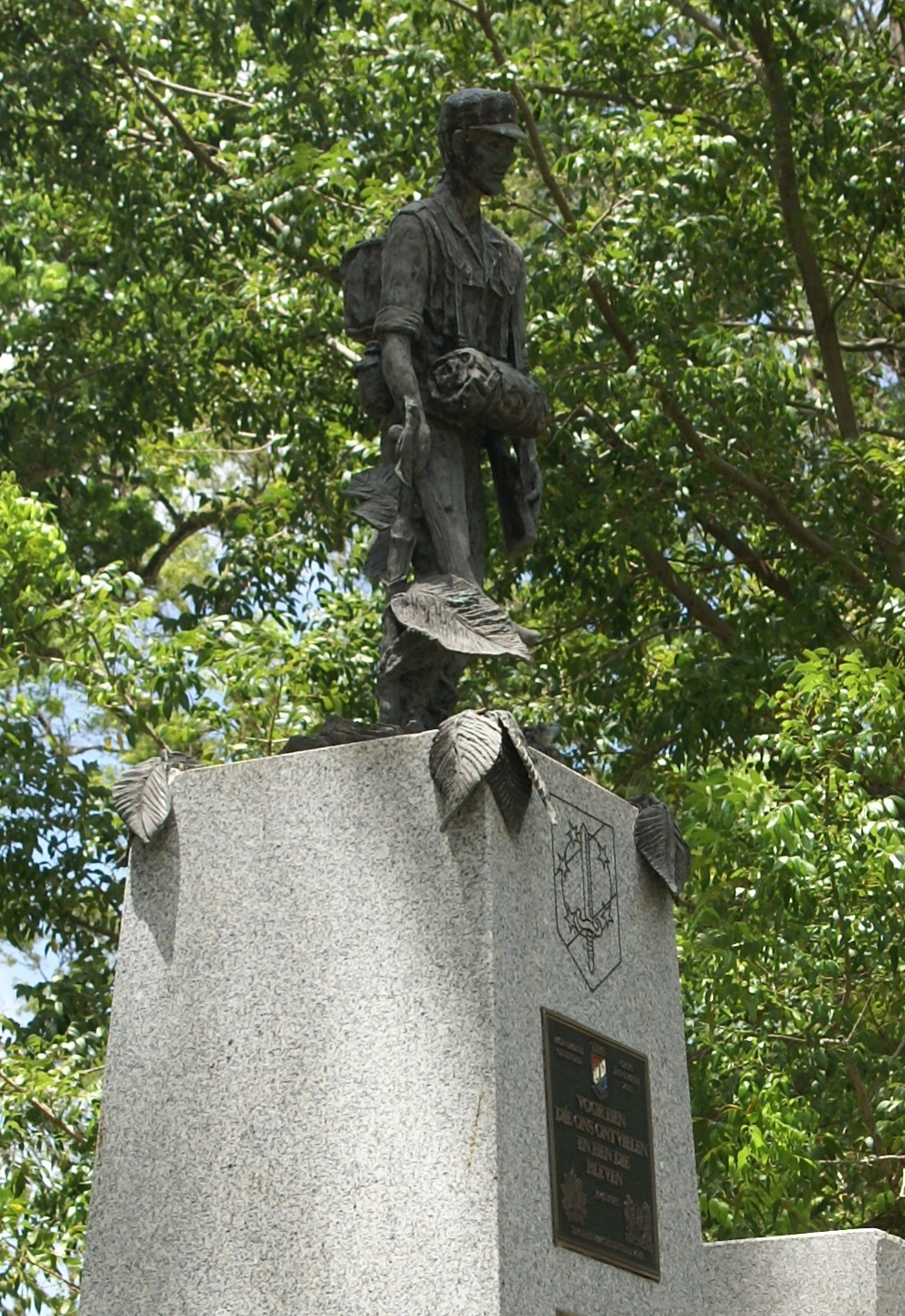
Detail: het bronzen beeld voorstellende een TRIS-militair.

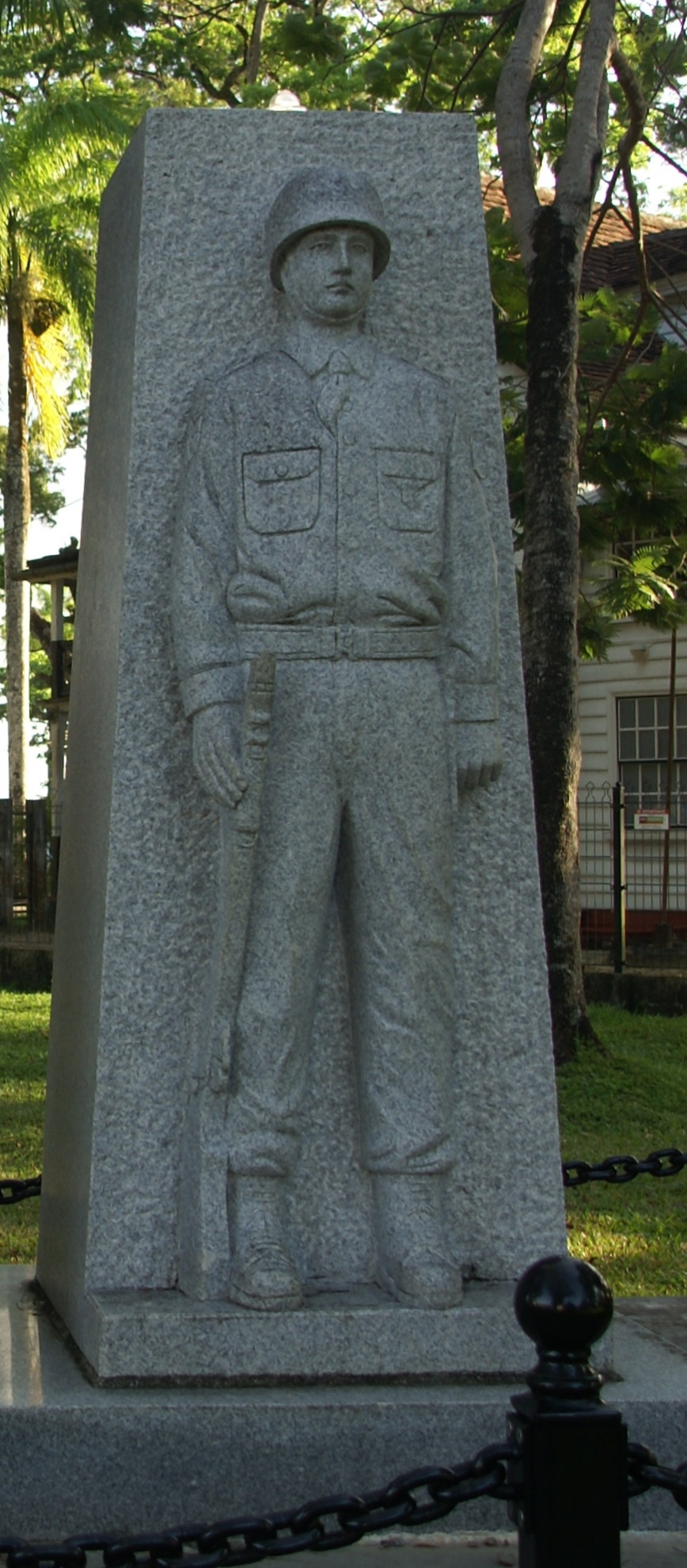
Detail: een op wacht staande TRIS-militair.

Het TRIS-monument is een herinneringsmonument ter nagedachtenis aan de Troepenmacht in Suriname (TRIS), waarbij circa 20.000 militairen dienden, die de taak had vrede, veiligheid en rust in Suriname te bewaken totdat Suriname in 1975 onafhankelijk werd. Het monument is ook ter nagedachtenis aan de 45 militairen die hierbij omkwamen. Het monument staat bij Fort Zeelandia in  Paramaribo, Suriname.
Op 27 november 2013 werd het TRIS-monument onthuld door de Surinaamse minister van Defensie, mr. L.C.A. Latour en de Nederlandse generaal b.d. P.J.M. van Uhm. Het monument is een initiatief van de Stichting Triskontakten te Zwijndrecht.
Het monument is niet geheel onomstreden, omdat sommige critici moeite hadden met een monument voor een leger van een voormalige 'bezettende macht'.
Het TRIS-monument werd ontworpen door Lia Krol en Jaap Paasman.
Het monument bestaat uit twee granieten obelisken van drie meter hoog, waarbij op de rechter obelisk in reliëf een op wacht staande TRIS-militair is afgebeeld. Op de linker obelisk is een bronzen beeld geplaatst van een TRIS-militair met onder meer een kaaiman aan zijn voeten. Een kleinere versie van dat beeld werd op 22 september 2007 onthuld in de Generaal Spoorkazerne te Ermelo.  Aan de voorzijde van de linker obelisk bevinden zich een drietal plaquettes: een met de tekst Voor hen die ons ontvielen en hen die bleven 1945-1975, waarboven het logo van de TRIS is geplaatst, en eentje met de namen van de omgekomen TRIS-militairen. Eronder staat de tekst:
De troepenmacht in Suriname
voor vrede en veiligheid
tot 25 november 1975
de srefidensi van Suriname
Hieronder de logo's van Nederland en de TRIS. Daar weer onder beschrijft de derde plaquette de onthulling van het monument.
Op de achterzijde van deze obelisk staat het gedicht:
Toen God de wereld schiep
Toen God de wereld schiep
trok Hij met eigen hand
de grenzen breed en diep
en hoog, rondom ons land
De blauwe zee, die deint ten noorden
de zuidgrens hoogop torend in een bergfestijn,
de oost- en westgrens, machtige accoorden
der rivieren MAROWIJN en CORANTIJN
Voor ons is geen natuur zo schoon
nergens is het woud zo vroom,
er is geen kreek, geen waterval
in een ander land of ergens in 't heelal
die zo aangrijpend tot ons spreekt
en zo teder, onze harten breekt
Coen Ooft
Paramaribo 7 mei 1966
Surinaamse dichter en politicus
Op de zijkanten van de beide obelisken staat de tekst TRIS monument.
Het geheel staat op een betonnen plaat van 3,80 meter bij 2,40 meter.